# Demonax leucophaeus
Demonax leucophaeus là một loài bọ cánh cứng trong họ Cerambycidae.